# Badkhyzembia krivokhatskyi
Badkhyzembia krivokhatskyi är en insektsart som beskrevs av Andrej Vasiljevitj Gorochov och Anisyutkin 2006. Badkhyzembia krivokhatskyi ingår i släktet Badkhyzembia och familjen Paedembiidae.
Artens utbredningsområde är Turkmenistan. Inga underarter finns listade i Catalogue of Life.